# Ulf Litzén
Per Ulf Oskar Litzén, född den 31 oktober 1936 i Höör, är en svensk fysiker.
Han blev filosofie doktor och docent i fysik i Lund 1970 på avhandlingen Studier av atomspektra i infrarött. Efter att till 1999 ha varit universitetslektor utnämndes han år 2000 till professor i atomfysik vid Lunds universitet.